# Tomi Jokinen
Tomi Jokinen (1981) è un giocatore di football americano finlandese, che gioca come kicker per gli Helsinki Wolverines..